# Viện Fryderyk Chopin
Viện Fryderyk Chopin (tiếng Ba Lan: Narodowy Instytut Fryderyka Chopina) là một tổ chức Ba Lan có nhiệm vụ nghiên cứu và quảng bá hình ảnh, đời sống và các tác phẩm của nhà soạn nhạc người Ba Lan Frédéric Chopin, được thành lập năm 2001 theo quyết định của Nghị viện Ba Lan.
Viện Fryderyk Chopin có trụ sở tại Warszawa. Các hoạt động của nó bao gồm các ấn phẩm, tổ chức các buổi hòa nhạc, bảo tồn di sản Chopin về thể chất và nghệ thuật, giám sát việc sử dụng thương mại cái tên của Chopin và vận hành Trung tâm thông tin Chopin (trang web của Viện). Trong số các dự án xuất bản của nó là một phiên bản fax hoàn chỉnh của các tác phẩm của Chopin, được tổng hợp từ tất cả các bản thảo ba chiều có sẵn, được chỉnh sửa bởi Zofia Chechlińska.
Viện là nhà tổ chức của Cuộc thi piano quốc tế Frédéric Chopin. Nó cũng điều hành chương trình "Tài năng trẻ" để khuyến khích nghệ sĩ piano trẻ người Ba Lan.
Viện cũng đang tổ chức lễ hội Chopin và châu Âu của ông kể từ năm 2005. Chương trình này trình bày các tác phẩm âm nhạc châu Âu trong bối cảnh liên kết với cuộc sống và công việc của Chopin. Một trong những mục tiêu của chương trình lễ hội là biểu diễn gợi nhắc lịch sử - trình bày các tác phẩm như ban đầu chúng được nghe, trên các nhạc cụ của từng thời kỳ. Lễ hội được tổ chức với sự hợp tác của Dàn nhạc giao hưởng Warsaw, Teatr Wielki - Nhà hát Opera quốc gia Ba Lan và Đài phát thanh Ba Lan II.